# Jonathan Hawkins
Jonathan Hawkins (1 de mayo de 1983) es un jugador de ajedrez inglés, que tiene el título de Gran Maestro desde 2014.

## Trayectoria y resultados destacados en competición
En la lista Elo de la Federación Internacional de Ajedrez (FIDE) de agosto de 2015 tenía un Elo de 2554 puntos, lo que le convertía en el jugador número 9 (en activo) de Inglaterra y el 407.º jugador en el ranking mundial. Su Elo máximo fue de 2557 puntos en la lista de mayo de 2015.
En 2014 fue campeón de Gran Bretaña de partidas rápidas con 10½ puntos de 11. Ese mismo año fue campeón absoluto de Gran Bretaña junto con David Howell. Repitió como campeón al año siguiente, 2015, pero en solitario con 8½ puntos de 11, medio punto por encima de Howell, Nicholas Pert y Danny Gormally.